# Сутта-вібханга
Сутта-вібханга — перша книга палійскої версії Віная-пітаки. Вона являє собою коментар на Патімоккху, збори правил і норм для чернечої спільноти. На відміну від інших буддійських шкіл в палійскій версії Патімоккха не є самостійним розділом, оскільки включена до складу Сутта-вібханги. Остання ділиться на дві частини, що зачіпають ченців (Бхіккху-вібханга, 227 правил) і черниць (Бхіккхуни-вібханга, 311 правил) відповідно.

## Розподіл
Правила Сутта-вібханги діляться на вісім частин:
- Параджика (4 правил для монахів, 8 — для черниць), проступки, що викликають вигнання.
- Сангхадісеса (13 правил для монахів, 17 — для черниць), проступки, що викликають тимчасове виключення зі спільноти.
- Аніята (2 правила для монахів, відсутня для черниць), невизначені проступки.
- Нісаггія (30 правил для монахів, 30 — для черниць), про відмову від предмету, який було отримано незаконним шляхом.
- Пачіттія (92 правила для монахів, 166 — для черниць), проступки, що потребують спасіння.
- Патідесанія (4 правила для монахів, 8 — для черниць), проступки для покаяння.
- Секхія (75 правила для монахів, 75 — для черниць), рекомендовані предмети.
- Адхікаранасаматха (7 правил для монахів, 7 — для черниць), способи залагодження суперечок.

## Правила
Більшість правил побудовані за єдиним шаблоном і складаються з чотирьох частин:
1. Історія, яка розповідає про те, де і з якого приводу Будда озвучив відповідне правило[2].
2. Безпосередньо правило Прітімоккхи.
3. Коментар (пада-бхаджанія), по суті розбір слів; як правило розбирає правило за словами, даючи пояснення у вигляді списку синонімів
4. Додаткові історії, що розповідають про відхилення від правил або обґрунтовують останні.

Останній пункт іноді відсутній; може мінятися місцем з третім.
Розділ Адхікаранасаматха відрізняється від інших тим, що не має першого і третього пунктів, що дає підставу вважати його більш пізнім додаванням.